# Risiocnemis varians
Risiocnemis varians – gatunek ważki z rodziny pióronogowatych (Platycnemididae). Endemit Filipin; występuje w północnej części wyspy Luzon.